# Орлов, Николай Сергеевич
Николай Сергеевич Орлов, настоящее имя — Гатаулла Мирзагитович Минаев (1919—1982) — партизан Великой Отечественной войны, Герой Советского Союза (1945).

## Биография

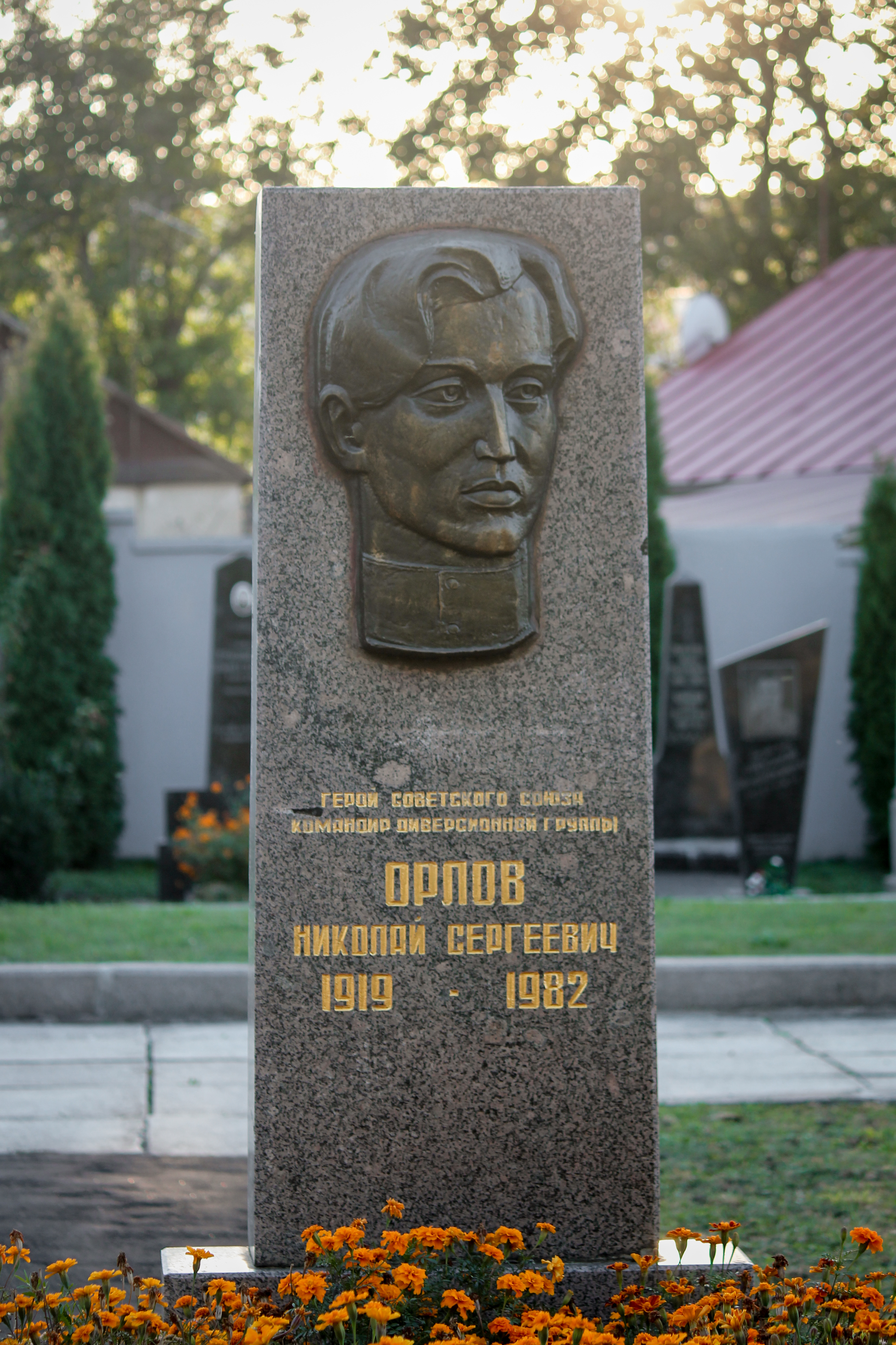
Надгробный памятник на могиле Орлова Н. С. в городе Ровно, Украина

Николай Орлов родился 29 декабря 1919 года в селе Зубаирово, ныне Актанышского района Республики Татарстан, в крестьянской семье. Татарин. В 1929 году отец умер, мама с детьми переехал к родственникам в Колпино, где воспитанием занялся дед. В 13 лет, чтобы облегчить заботу многодетной матери (5 детей) и зарабатывать самому уехал в Ленинград. Работал на лесных разработках и в пристанционных каменных карьерах, затем пять лет на Ижорском заводе слесарем.
В 1939 году призван в ряды Красной Армии и направлен в железнодорожные войска. В военкомате назвался Орловым Николаем Сергеевичем (по словам внучки на заводе его звали Орлёнком, отсюда и фамилия. По другой версии был усыновлён семьёй Орловых). Службу проходил в 6-м железнодорожном полку, стал командиром отделения. Прошёл курсы по минно-подрывному делу.
С начала Великой Отечественной войны — на её фронтах. Осенью 1941 года во время боёв под Киевом оказался в окружении, был ранен и попал в плен. Два раза бежал.
В феврале 1942 года Орлов примкнул к партизанскому отряду «За Родину», вошедшему позднее в составе соединения Сабурова.
В 1943 году он стал командиром подрывной группы соединения партизанских отрядов Ровенской области. За время своей диверсионной деятельности группа Орлова уничтожила 16 эшелонов и 4 железнодорожных моста, несколько сотен солдат и офицеров противника.
Указом Президиума Верховного Совета СССР от 2 мая 1945 года за «образцовое выполнение заданий командования в борьбе против немецких захватчиков, проявленные при этом мужество и героизм и за особые заслуги в развитии партизанского движения» Николай Орлов был удостоен высокого звания Героя Советского Союза с вручением ордена Ленина и медали «Золотая Звезда» за номером 7276.
После окончания войны Орлов был уволен в запас. Проживал и работал в Ровно. Умер 29 сентября 1982 года.
Был награждён двумя орденами Ленина и рядом медалей.